# ناكو
هي كلمة عامية تُستخدم للتحقير في الثقافة المكسيكية (بالإسبانية: Naco)‏, و تعني من يتمتع بسلوكيات غير حضارية أو لديه ذوق سيء. و بالغالب تصف الطبقة الكادحة من ذوي الدخل المحدود و غير المتعلمين و حتى حديثي الثراء في المجتمع المكسيكي. وهو تقريبا شبيه بوايت تراش التي تطلق على سكان بعض المناطق في جنوب الولايات المتحدة الأمريكية.

## إستغلال الكلمة تجارياً
في عام 2001 Edoardo Chavarin من تيخوانا أسس شركة ملابس مع زميله Robby Vient أسماها ناكو  و تعتمد على كلمة ناكو في قمصانها و منتجاتها. و بعد نجاح الشركة و انتشارها، قرر استخدام الكلمات العامية في المناطق و الدول الأخرى على قمصان و ملابس شركته ناكو.